# Бернард Мацейовський (кардинал)
Берна́рд Мацейо́вський (пол. Bernard Maciejowski; 1548 — 19 січня 1608) — польський католицький архієпископ, кардинал. Примас Королівства Польського і Великого князівства Литовського (1605—1608). Єпископ луцький (1587—1588) і краківський (1600). Представник шляхетного роду Мацейовських гербу Цьолек. Провів обряд вінчання Марини Мнішек та царя Московії Дмитрія I. Також — Мацієвський.

## Біографія

Варіант гербу Цьолек

Народився 1548 року Батько — Бернард Мацейовський, теребовлянський староста. Мати — друга дружина батька Єлизавета з Каменецьких, донька сяноцького каштеляна Миколая Каменецького, яка певний час була охмістринею королеви Анни Ягеллонки. Виховувався в домі стрийка Станіслава, зокрема, Бенедиктом Гербестом.
Після смерті стрийка (1563) матір послала його навчатися до колегіуму єзуїтів у Відні. Брав участь у житті дворів імператорів Фердинанда ІІ та Максиміліана. Правдоподібно, 1566 року повернувся додому. 1570 року став надвірним коронним хорунжим, з 1574 — хорунжим великим коронним. Брав участь у похороні Сигізмунда II Августа в лютому 1574 (у відставку подав у липні 1583). У 1579—1581 роках брав участь у війнах з Московією. За заслуги 29 грудня 1579 отримав Бориславське староство. Під впливом Станіслава Гозія, який 1577 року писав йому, що може посісти посаду стрийка, став духівником. У вересні 1583 виїхав навчатися до Перуджі, потім навчався в «Collegium Romanum». Під час безкоролів'я Анна Ягеллонка призначила його адміністратором Луцької дієцезії, а Сигізмунд III Ваза, незважаючи на спротив Яна Замойського, Луцьким римо-католицьким єпископом. Це рішення короля 8 червня 1587 року затвердив Папа, а 24 січня 1588 єпископ Станіслав Карнковський посвятив його на посаду. Цього ж року під впливом єзуїтів запропонував унію з Православною церквою, одним з головних організаторів підготовки якої був у 1592—1595 роках, рішення про це було прийнято у його резиденції в Торчині 2 грудня 1594. Разом з Яном Соліковським та Станіславом Гомолінським брав участь у Берестейському синоді.
1597 року призначений королем та затверджений 1 вересня 1597 року віленським єпископом, однак зустрів опір місцевої капітули, тому подав у відставку з посади. Кардинал, краківський єпископ Юрій Радзивілл був одним з противників його призначення на посаду віленського єпископа разом з іншими литвинами. У 1597 році освятив парафіяльний костел Святої Трійці у м. Олесько. Яна Лятоса після пропозиції кардинала Б. Мацейовського у 1598 році спочатку позбавили кафедри, потім вигнали з Краківської Академії.
21 квітня 1598 С. Карнковський після порозуміння з королем визнав його призначення коад'ютором гнезненського архієпископа з правом вступу на посаду. Після смерті Ю. Радзивілла став краківським єпископом (затвердження папи від 23 травня 1600, інтронізація 12 серпня 1600). 17 вересня 1603 став кардиналом, а 27 листопада 1605 отримав капелюх. 16 квітня 1605 року номінований, 24 квітня 1605 обраний, 4 серпня 1606 затверджений Папою гнезненським архієпископом. 1603 року його лікарем був Себастьян Петрицій.
Його дідичною маєтністю було місто Ходель (пол. Chodel, нині село Опольського повіту Люблінського воєводства).
Помер у Кракові 19 січня 1608, був похований у родовій каплиці катедри на Вавелі, яку у 1603—1608 роках оздобили новою поліхромією зі сценами його ювілею 1603 року.

## Колекція
- Біблія Мацейовського